# Check-In (álbum)
Check-In é o décimo segundo álbum ao vivo da dupla sertaneja brasileira Jorge & Mateus, lançado em 7 de novembro de 2024, pela Som Livre. Foi o álbum que marcou o retorno do trabalho da dupla com o renomado produtor Dudu Borges, que produziu os álbuns da dupla entre 2010 e 2015.
As faixas de destaque do álbum são "Dói", "Haverá Sinais" (com participação da cantora Lauana Prado), "Xonei" (com participação da dupla Henrique & Juliano) e "Cantada Boba", que foi a faixa-foco do álbum desde o seu lançamento.

## Antecedentes e gravação
Em julho de 2022, a dupla lançou o décimo primeiro álbum ao vivo "É Simples Assim", repleto de regravações e incluindo "Todo Seu", "5 Regras" e "Canto a Pedra" como canções inéditas. Foi o último trabalho da dupla com o produtor Neto Schaefer, que esteve com eles de 2015 a 2022. O álbum obteve 305 milhões de plays nas plataformas de streaming.
Em 2023, foi anunciado o retorno da dupla com o produtor Dudu Borges. As gravações de determinadas faixas do álbum aconteceram em shows da dupla em diferentes cidades, como Campinas, São Paulo, Goiânia, Cajamar, Itapecerica da Serra e Americana. A presença do público nas gravações gerou uma repercussão antecipada das músicas, ajudando a viralizar trechos dos shows e a criar expectativa para o lançamento.

## Lançamento e faixas
Em agosto de 2023 foi lançado o primeiro single "Dói". O segundo single "Haverá Sinais", uma parceria da dupla com a cantora Lauana Prado, foi lançado em fevereiro de 2024 e que, um mês após, alcançou o topo das paradas brasileiras do Spotify e da Billboard. "Xonei", em parceria com a dupla Henrique & Juliano, foi o terceiro single a ser lançado, em agosto do mesmo ano.
O álbum completo foi lançado em 7 de novembro de 2024, com 11 faixas, tendo "Cantada Boba" como faixa-foco do álbum, já viralizando no TikTok e no Reels. A música foi gravada ao vivo, assim como as demais do álbum, durante shows da turnê da dupla, com exceção da faixa "Na Hora Em Que Você Chamar", que foi lançada oficialmente pela primeira vez, após ter sido gravada há 10 anos.

## Lista de faixas
| N.º            | Título                               | Compositor(es)                                                | Duração |  |
| 1.             | "Tem Amor Tem Volta"                 | Aya Edu Valim Gabriel Guima                                   | 2:22    |  |
| 2.             | "Cantada Boba"                       | Jimmy Luzzo Lucas Ing Mateus Candotti Matheus Costa           | 3:03    |  |
| 3.             | "Louco Pra Ficar"                    | Bia Frazo Dan Candido E. Valim Klebin                         | 2:46    |  |
| 4.             | "Abismo"                             | De Ângelo Dudu Borges Gaab Marco Esteves                      | 3:18    |  |
| 5.             | "Haverá Sinais" (part. Lauana Prado) | D. Ângelo Felipe Kef Thales Lessa                             | 3:11    |  |
| 6.             | "Xonei" (part. Henrique & Juliano)   | Henrique Alves Higor Neto Joquitan Marcus Santana Thales Melo | 2:34    |  |
| 7.             | "Gripe"                              | Elvis Elan Henrique Casttro Ricardo Vismarck Ronael           | 2:45    |  |
| 8.             | "Conflito de Interesse"              | Daniel Caon D. Ângelo D. Borges Gaab Marco Esteves            | 3:00    |  |
| 9.             | "Feliz, Infelizmente"                | Edu Moura João Vitor JV Rapha Lucas Rodrigo Cavalheiro        | 3:50    |  |
| 10.            | "Na Hora Que Você Chamar"            | Matheus Aleixo                                                | 3:43    |  |
| 11.            | "Dói"                                | Daniel Vicentine Guilherme Olliver Matheus Rosado Tavares     | 3:03    |  |
| Duração total: | Duração total:                       | Duração total:                                                | 33:35   |  |